# Novohorivka, Tokmak
Novohorivka (în ucraineană Новогорівка, în germană Heidelberg) este un sat în comuna Tavria din raionul Tokmak, regiunea Zaporijjea, Ucraina. Satul a fost locuit de germanii pontici.  

## Demografie
Componența lingvistică a localității Novohorivka
     Ucraineană (83,71%)
     Rusă (15,44%)
     Alte limbi (0,85%)
Conform recensământului din 2001, majoritatea populației localității Novohorivka era vorbitoare de ucraineană (83,71%), existând în minoritate și vorbitori de rusă (15,44%).